# Staleochlora arcuata
Staleochlora arcuata är en insektsart som först beskrevs av Rehn, J.A.G. 1908.  Staleochlora arcuata ingår i släktet Staleochlora och familjen Romaleidae.

## Underarter
Arten delas in i följande underarter:
- S. a. iguazuensis
- S. a. arcuata